# قانون نوآوری و رقابت ایالات متحده
قانون نوآوری و رقابت ایالات متحده 2021 (USICA) (S. ۱۲۶۰)، که قبلاً به عنوان قانون مرزهای بی پایان شناخته می‌شد، یک قانون ایالات متحده است که توسط سناتورهای چاک شومر (D-NY) و تاد یانگ (R-IN) حمایت می‌شود و اجازه ۱۱۰ میلیارد دلار را برای تحقیقات فناوری پایه و پیشرفته در یک دوره پنج ساله می‌دهد. این سرمایه‌گذاری شامل سرمایه‌گذاری در تحقیقات پایه و پیشرفته، تجاری سازی، و برنامه‌های آموزشی و آموزش در هوش مصنوعی، نیمه هادی‌ها، محاسبات کوانتومی، ارتباطات پیشرفته، بیوتکنولوژی و انرژی پیشرفته می‌شود که بالغ بر ۱۰۰ میلیارد دلار است. بیش از ۱۰ میلیارد دلار برای اختصاص ده مرکز فناوری منطقه ای و ایجاد یک برنامه زنجیره تأمین قدرتمند برای پاسخ به هرگونه بحران اختصاص داده شد. هدف از این اقدام رقابت با چین و واکنشی به نگرانی ایالات متحده در دوره نوینی از جنگ سرد هوش مصنوعی است.
نسخه اصلاح شده این لایحه در ۹ اوت ۲۰۲۲ به عنوان قانون تراشه و علم به قانون تبدیل شد.

## تاریخچه قانونگذاری
قبل از رای‌گیری کامل در سنا، برخی از قانونگذاران جمهوری‌خواه مانند مارکو روبیو خواستار مقرراتی شدند که از تخصیص کمک‌های مالی به شرکت‌های دارای روابط مالی با جمهوری خلق چین جلوگیری کند. اصلاحیه روبیو برای محدود کردن اداره‌کننده اطلاعات ملی (ایالات متحده) از اعطای کمک‌های مالی به شرکت‌های سرمایه‌گذاری شده در جمهوری خلق چین در فهرست ۵۵–۴۰ ارائه شد. در ۸ ژوئن ۲۰۲۱، USICA با ۶۸ رای موافق به ۳۲ در سنا با حمایت دو حزب به تصویب رسید.
قانون رقابت آمریکا در سال 2022 (HR4521) در ۴ فوریه ۲۰۲۲ مجلس نمایندگان را تصویب کرد. سنا لایحه اصلاح شده‌ای را با جایگزینی متن HR4521 با متن USICA در ۲۸ مارس ۲۰۲۲ تصویب کرد. کنفرانس سنا و مجلس نمایندگان برای حل اختلافات لازم است.
| کنگره     | عنوان کوتاه                            | شماره قبض | تاریخ معرفی   | حامی (های)              | # از حامیان | آخرین وضعیت                |
| --------- | -------------------------------------- | --------- | ------------- | ----------------------- | ----------- | -------------------------- |
| کنگره ۱۱۶ | قانون مرزهای بی پایان سال ۲۰۲۰         | HR 6978   | ۲۲ مه ۲۰۲۰    | رو خانا (D-CA)          | ۱۲          | در کمیته درگذشت            |
| کنگره ۱۱۶ | قانون مرزهای بی پایان سال ۲۰۲۰         | S.3832    | ۲۱ مه ۲۰۲۰    | چاک شومر (D-NY)         | ۷           | در کمیته درگذشت            |
| کنگره ۱۱۷ | قانون مرزهای بی پایان سال ۲۰۲۱         | HR2731    | ۲۱ آوریل ۲۰۲۱ | رو خانا (D-CA)          | ۲۴          | ارجاع به کمیته‌های صلاحیت.  |
| کنگره ۱۱۷ | قانون رقابت آمریکا در سال ۲۰۲۲         | HR4521    | ۱۹ ژوئیه ۲۰۲۱ | ادی برنیس جانسون (D-TX) | ۱۰۱         | در کمیته کنفرانس           |
| کنگره ۱۱۷ | قانون نوآوری و رقابت ایالات متحده ۲۰۲۱ | S.1260    | ۲۰ آوریل ۲۰۲۱ | چاک شومر (D-NY)         | ۱۳          | تصویب در مجلس سنا (68-32). |

## واکنش‌ها
پرزیدنت جو بایدن با انتشار بیانیه ای از این لایحه حمایت کرد و گفت: «من از کار دو حزبی کنگره تا کنون و تعهد آن به اقدام سریع برای رساندن این طرح در اسرع وقت به میز من خرسند هستم. ما این فرصت را داریم که به چین و بقیه جهانیان نشان دهیم که قرن بیست و یکم قرن آمریکایی خواهد بود که توسط نبوغ و سخت کوشی نوآوران، کارگران و مشاغل ما شکل گرفته‌است.»
این لایحه توسط نیویورک تایمز به عنوان "گسترده‌ترین قانون سیاست صنعتی در تاریخ ایالات متحده" توصیف شده‌است.
سازمان‌هایی که از USICA حمایت کرده‌اند عبارتند از AFL-CIO, انجمن ملی تولیدکنندگان، انجمن صنعت نیمه هادی، صندوق کالج مارشال تورگود و انجمن دانشگاه‌های آمریکا. نامه ای که توسط انجمن صنعت نیمه هادی سازماندهی شده بود که از کنگره می‌خواست این لایحه را تصویب کند، توسط بیش از ۱۰۰ مدیر عامل امضا شد.
نظرسنجی انجام شده توسط اندیشکده جناح چپ Data for Progress نشان داد که ۷۳ درصد از پاسخ دهندگان به این اندیشکده از این لایحه حمایت کردند. هیئت تحریریه سیاتل تایمز و بوفالو نیوز هر دو خواستار تصویب این لایحه به قانون شده‌اند.
دولت چین از این لایحه به دلیل مفاد آن در مورد تایوان و «ذهنیت جنگ سرد و تعصب ایدئولوژیک» انتقاد کرده‌است و نسبت به تلافی در صورت تبدیل شدن به قانون هشدار داده‌است. شومر، یکی از حامیان این لایحه، این تهدیدها را رد کرد و گفت: «هیچ‌کس مانع آمریکا نخواهد شد تا ظرفیت نوآوری و تولید داخلی اش را تقویت کند تا بتوانیم دوره جدیدی از رهبری را آغاز کنیم.»
در نوامبر ۲۰۲۱، گزارش شد که برخی از مدیران آمریکایی نامه‌هایی از سفارت چین در واشینگتن دریافت کردند که بر اساس آن، کسب‌وکارهای آمریکایی را تحت فشار قرار داد تا در نقض احتمالی قانون ثبت عوامل خارجی (FARA)، اعضای کنگره را برای تغییر یا حذف موارد خاص لابی کنند. لوایحی که به دنبال افزایش رقابت پذیری ایالات متحده است. سفارت چین صراحتاً از شرکت‌ها خواست تا با قانون USICA و Eagle مخالفت کنند (H.R. 3524)، و هشدار داد که در صورت تصویب این قانون، شرکت‌های آمریکایی در خطر از دست دادن سهم بازار یا درآمد در چین خواهند بود.